# Диррерсдорф-Дитерсбах
Диррерсдорф-Дитерсбах (њем. Dürrröhrsdorf-Dittersbach) општина је у њемачкој савезној држави Саксонија. Једно је од 41 општинског средишта округа Зексише Швајц-Остерцгебирге. Према процјени из 2010. у општини је живјело 4.470 становника. Посједује регионалну шифру (AGS) 14628100.

## Географски и демографски подаци
Диррерсдорф-Дитерсбах се налази у савезној држави Саксонија у округу Зексише Швајц-Остерцгебирге. Општина се налази на надморској висини од 240 метара. Површина општине износи 43,5 km². У самом мјесту је, према процјени из 2010. године, живјело 4.470 становника. Просјечна густина становништва износи 103 становника/km².

## Међународна сарадња
| Мјесто | Држава | Врста сарадње | Од    |
| ------ | ------ | ------------- | ----- |
|        | Чешка  | контакт       | 2000. |
| Извор  |        |               |       |